# SINGLE (山下久美子の曲)
『SINGLE』（シングル）は、1986年10月1日に、日本コロムビアからリリースされた山下久美子の16枚目のシングル。

## 作品概要
- 「SINGLE」は、花王『ピュア』CFイメージソングに起用された。
- B面の「I Can't Get You」は、スタジオ・アルバムには収録されず、1992年にリリースされたベスト・アルバム『Sweet-est』にて初収録かつ初CD化となった。

## 収録曲
| 全編曲: 布袋寅泰。 |                     |                        |           |      |
| #                  | タイトル            | 作詞                   | 作曲      | 時間 |
| 1.                 | 「SINGLE」          | 竹花いち子・山下久美子 | 布袋寅泰  | 3:59 |
| 2.                 | 「I Can't Get You」 | 竹花いち子             | 村松邦男  | 3:09 |
| 合計時間:          | 合計時間:           | 合計時間:              | 合計時間: | 7:08 |